# Raufoss Fotball 2019
Questa voce raccoglie le informazioni riguardanti il Raufoss Fotball nelle competizioni ufficiali della stagione 2019.

## Stagione
A seguito della promozione arrivata al termine del campionato 2018, il Raufoss si è apprestato ad affrontare la stagione 2019 in 1. divisjon. La squadra ha chiuso l'annata all'11º posto finale, centrando pertanto la salvezza. L'avventura nel Norgesmesterskapet 2019 si è chiusa invece al secondo turno, con l'eliminazione subita per mano del Fram Larvik.
Ryan Doghman è stato il calciatore più utilizzato in stagione a quota 31 presenze. Mikkel Maigaard è stato invece il miglior marcatore con 10 reti tra campionato e coppa, nonostante sia stato ceduto nel corso del calciomercato estivo.

## Rosa
| N. |                           | Ruolo | Calciatore             |
| -- | ------------------------- | ----- | ---------------------- |
| 1  | Norvegia (bandiera)       | P     | Ole Kristian Lauvli    |
| 2  | Norvegia (bandiera)       | D     | Edvard Race            |
| 4  | Norvegia (bandiera)       | D     | Stian Simenstad        |
| 5  | Norvegia (bandiera)       | D     | Marius Alm             |
| 6  | Norvegia (bandiera)       | D     | Snorre Strand Nilsen   |
| 7  | Costa d'Avorio (bandiera) | C     | Emilie Noe Dadjo       |
| 8  | Norvegia (bandiera)       | C     | Matias Belli Moldskred |
| 9  | Svezia (bandiera)         | A     | Anton Henningsson      |
| 10 | Norvegia (bandiera)       | C     | Ryan Doghman           |
| 11 | Norvegia (bandiera)       | C     | Nicolai Fremstad       |
| 11 | Danimarca (bandiera)      | C     | Mikkel Maigaard        |
| 12 | Norvegia (bandiera)       | P     | David Synstelien       |

| N. |                      | Ruolo | Calciatore           |
| -- | -------------------- | ----- | -------------------- |
| 13 | Norvegia (bandiera)  | D     | Henrik Fløgum        |
| 14 | Norvegia (bandiera)  | A     | Oskar Johannes Løken |
| 15 | Norvegia (bandiera)  | C     | Martin Heiberg       |
| 16 | Norvegia (bandiera)  | D     | Simen Giæver         |
| 17 | Norvegia (bandiera)  | C     | Solomon Owusu        |
| 18 | Singapore (bandiera) | A     | Ikhsan Fandi         |
| 19 | Burundi (bandiera)   | D     | Parfait Bizoza       |
| 20 | Norvegia (bandiera)  | C     | Gard Simenstad       |
| 21 | Norvegia (bandiera)  | A     | Thierry Dabove       |
| 22 | Norvegia (bandiera)  | A     | Kristoffer Nessø     |
| 23 | Norvegia (bandiera)  | P     | Rino Lund Johnsen    |
| 27 | Norvegia (bandiera)  | C     | Emil Breivik         |

## Calciomercato

### Sessione invernale(dal 09/01 al 01/04)
| Arrivi | Arrivi           | Arrivi      | Arrivi     |
| R.     | Nome             | da          | Modalità   |
| ------ | ---------------- | ----------- | ---------- |
| D      | Parfait Bizoza   | Herd        | definitivo |
| C      | Gard Simenstad   | Gjøvik-Lyn  | definitivo |
| A      | Ikhsan Fandi     | Young Lions | definitivo |
| A      | Kristoffer Nessø | Mjølner     | definitivo |

| Partenze | Partenze                  | Partenze      | Partenze   |
| R.       | Nome                      | a             | Modalità   |
| -------- | ------------------------- | ------------- | ---------- |
| D        | Kevin Jablinski           | Egersund      | definitivo |
| D        | Per Kristian Jansen       |               | svincolato |
| D        | Christer Johansen         |               | svincolato |
| C        | Fredrik Greve Monsen      |               | ritiro     |
| A        | Ingólfur Örn Kristjánsson | Eidsvold Turn | definitivo |

### Tra le due sessioni
| Arrivi | Arrivi | Arrivi | Arrivi   |
| R.     | Nome   | da     | Modalità |
| ------ | ------ | ------ | -------- |

| Partenze | Partenze       | Partenze | Partenze |
| R.       | Nome           | a        | Modalità |
| -------- | -------------- | -------- | -------- |
| A        | Thierry Dabove | Grorud   | prestito |

### Sessione estiva(dal 01/08 al 31/08)
| Arrivi | Arrivi           | Arrivi            | Arrivi     |
| R.     | Nome             | da                | Modalità   |
| ------ | ---------------- | ----------------- | ---------- |
| C      | Emil Breivik     | Molde             | prestito   |
| C      | Nicolai Fremstad | Kentucky Wildcats | definitivo |

| Partenze | Partenze        | Partenze     | Partenze   |
| R.       | Nome            | a            | Modalità   |
| -------- | --------------- | ------------ | ---------- |
| D        | Henrik Fløgum   | Gjøvik-Lyn   | prestito   |
| C        | Martin Heiberg  | Elverum      | prestito   |
| C        | Mikkel Maigaard | Strømsgodset | definitivo |

## Risultati

### 1. divisjon

#### Girone di andata
| Arbitro: | Bodding |

|                        |           |                                     |
| Rochester Sørensen 18’ | Marcatori | 16’ Belli Moldskred 21’ Henningsson |

| Arbitro: | Tennøy |

|  |           |                  |
|  | Marcatori | 42’, 63’ Engblom |

| Arbitro: | Moen |

|                             |           |                   |
| Sigurðarson 72’ Skaanes 75’ | Marcatori | 86’ Strand Nilsen |

| Arbitro: | Higraff |

|           |           |  |
| Løken 33’ | Marcatori |  |

| Arbitro: | Røvig Sletner |

|           |           |                                                    |
| Ndour 89’ | Marcatori | 37’ Belli Moldskred 43’ Strand Nilsen 73’ Maigaard |

| Raufoss 5 maggio 2019, ore 18:00 6ª giornata | Raufoss | 0 – 0 referto | Kongsvinger | NAMMO Stadion (1.000 spett.)\| Arbitro: \| Hauge \| |
| Arbitro:                                     | Hauge   |               |             |                                                     |

| Arbitro: | Hansen Grøtta |

|                             |           |                                        |
| Tavakoli 67’ (rig.) Can 71’ | Marcatori | 5’ Doghman 81’ Strand Nilsen 89’ Fandi |

| Arbitro: | Bodding |

|                        |           |                                                             |
| Maigaard 16’ Fandi 89’ | Marcatori | 49’ Heikkilä 57’ Erlien 61’ Kachi 85’ Akinyemi 90’ Berntsen |

| Arbitro: | Koløy |

|  |           |                     |
|  | Marcatori | 90’ Belli Moldskred |

| Arbitro: | Lien |

|                                                                |           |                                                              |
| Fandi 20’ Maigaard 54’ (rig.), 62’, 66’, 89’ Strand Nilsen 81’ | Marcatori | 9’ Kjæve 18’ Berg Johnsen 50’ Andersen 86’ (rig.) Andreassen |

| Arbitro: | Steen |

|                                                        |           |          |
| Garnås 10’ Kristiansen 75’ Trøen 78’, 90’ Kitolano 86’ | Marcatori | 13’ Race |

| Arbitro: | Hansen Grøtta |

|                     |           |               |
| Løken 39’ Fandi 87’ | Marcatori | 21’ Agdestein |

| Arbitro: | Aslam |

|                         |           |                                  |
| Linnebo Race 55’ (aut.) | Marcatori | 36’ Bizoza 90’ Petterson Heiberg |

| Arbitro: | Røvig Sletner |

|                                                |           |                         |
| Maigaard 14’, 57’ (rig.) Løken 47’ Doghman 89’ | Marcatori | 66’ Okachi 78’ Ferreira |

| Arbitro: | Sinnes |

|                   |           |              |
| Brix 21’ Mawa 88’ | Marcatori | 25’ Maigaard |

#### Girone di ritorno
| Arbitro: | Bodding |

|                     |           |                                                    |
| Belli Moldskred 87’ | Marcatori | 15’, 68’ Brekke 38’ (rig.) Salasiwa 53’ Midtgarden |

| Arbitro: | Røvig Sletner |

|             |           |  |
| Jalasto 56’ | Marcatori |  |

| Arbitro: | Hauge |

|                                                          |           |                     |
| Strand Nilsen 19’ Henningsson 45’ Doghman 72’ Bizoza 90’ | Marcatori | 32’ Garnås 36’ Torp |

| Arbitro: | Sinnes |

|           |           |  |
| Kralj 54’ | Marcatori |  |

| Arbitro: | Hansen Grøtta |

|           |           |                                  |
| Nessø 18’ | Marcatori | 55’ (rig.) Sigurðarson 77’ Afeez |

| Arbitro: | Koløy |

|                       |           |            |
| Fandi 50’ Breivik 82’ | Marcatori | 13’ Hustad |

| Arbitro: | Bodding |

|              |           |  |
| Wichmann 25’ | Marcatori |  |

| Arbitro: | Tennøy |

|                     |           |                                |
| Belli Moldskred 58’ | Marcatori | 70’ Enkerud 86’ Lønstad Onsrud |

| Arbitro: | Følstad Skarsem |

|                                        |           |            |
| Eriksen 29’ Halgunset 58’ Berntsen 63’ | Marcatori | 66’ Bizoza |

| Arbitro: | Hauge |

|                   |           |  |
| Strand Nilsen 52’ | Marcatori |  |

| Arbitro: | Sinnes |

|                          |           |           |
| Meade 8’ Castro 18’, 76’ | Marcatori | 90’ Dadjo |

| Arbitro: | Amland |

|                          |           |                   |
| Vestvatn 13’ Gussiås 19’ | Marcatori | 72’ Strand Nilsen |

| Arbitro: | Sinnes |

|                       |           |             |
| Antonijevic 5’ (aut.) | Marcatori | 23’ Schulze |

| Arbitro: | Amland |

|                                        |           |  |
| Karlsen 14’ Andreassen 51’ Løvland 73’ | Marcatori |  |

| Arbitro: | Higraff |

|                                 |           |                                             |
| Doghman 13’, 17’, 90’ Løken 41’ | Marcatori | 29’ Yusef 30’, 61’ Buduson 53’, 73’ Hestnes |

### Norgesmesterskapet
| Arbitro: | Grundt |

|                        |           |                                                                                 |
| Somesi 76’ Senstad 90’ | Marcatori | 65’ G. Simenstad 90’ Henningsson 106’ Bizoza 111’ Maigaard 118’ Belli Moldskred |

| Arbitro: | Røvig Sletner |

|                                     |                      |                                                 |
| Ndiaye 88’                          | Marcatori            | 35’ Fandi                                       |
| Dyngeland Byklum Lie Stenild Ndiaye | Tiri di rigore 4 – 3 | Maigaard Strand Nilsen Bizoza Fandi Henningsson |

## Statistiche

### Statistiche di squadra
| Competizione       | Punti | In casa | In casa | In casa | In casa | In casa | In casa | In trasferta | In trasferta | In trasferta | In trasferta | In trasferta | In trasferta | Totale | Totale | Totale | Totale | Totale | Totale | DR  |
| Competizione       | Punti | G       | V       | N       | P       | Gf      | Gs      | G            | V            | N            | P            | Gf           | Gs           | G      | V      | N      | P      | Gf     | Gs     | DR  |
| ------------------ | ----- | ------- | ------- | ------- | ------- | ------- | ------- | ------------ | ------------ | ------------ | ------------ | ------------ | ------------ | ------ | ------ | ------ | ------ | ------ | ------ | --- |
| 1. divisjon        | 38    | 15      | 7       | 2       | 6       | 30      | 31      | 15           | 5            | 0            | 10           | 17           | 28           | 30     | 12     | 2      | 16     | 47     | 59     | -12 |
| Norgesmesterskapet | -     | 0       | 0       | 0       | 0       | 0       | 0       | 2            | 1            | 1            | 0            | 6            | 3            | 2      | 1      | 1      | 0      | 6      | 3      | +3  |
| Totale             | -     | 15      | 7       | 2       | 6       | 30      | 31      | 17           | 6            | 1            | 10           | 23           | 31           | 32     | 13     | 3      | 16     | 53     | 62     | -9  |

### Andamento in campionato
| Giornata  | 1 | 2 | 3  | 4 | 5 | 6 | 7 | 8 | 9 | 10 | 11 | 12 | 13 | 14 | 15 | 16 | 17 | 18 | 19 | 20 | 21 | 22 | 23 | 24 | 25 | 26 | 27 | 28 | 29 | 30 |
| --------- | - | - | -- | - | - | - | - | - | - | -- | -- | -- | -- | -- | -- | -- | -- | -- | -- | -- | -- | -- | -- | -- | -- | -- | -- | -- | -- | -- |
| Luogo     | T | C | T  | C | T | C | T | C | T | C  | T  | C  | T  | C  | T  | C  | T  | C  | T  | C  | C  | T  | C  | T  | C  | T  | T  | C  | T  | C  |
| Risultato | V | P | P  | V | V | N | V | P | V | V  | P  | V  | V  | V  | P  | P  | P  | V  | P  | P  | V  | P  | P  | P  | V  | P  | P  | N  | P  | P  |
| Posizione | 2 | 9 | 10 | 7 | 4 | 6 | 4 | 6 | 5 | 5  | 6  | 5  | 4  | 4  | 4  | 4  | 5  | 5  | 5  | 6  | 5  | 7  | 7  | 7  | 6  | 8  | 8  | 8  | 9  | 11 |

Fonte:  OBOS-ligaen 2019, su altomfotball.no, Altomfotball.
Legenda:

Luogo: C = Casa; T = Trasferta. Risultato: V = Vittoria; N = Pareggio; P = Sconfitta.

### Statistiche dei giocatori
| Giocatore          | 1. divisjon | 1. divisjon | 1. divisjon | 1. divisjon | Norgesmesterskapet | Norgesmesterskapet | Norgesmesterskapet | Norgesmesterskapet | Coppe europee | Coppe europee | Coppe europee | Coppe europee | Altre coppe | Altre coppe | Altre coppe | Altre coppe | Totale   | Totale | Totale      | Totale     |
| Giocatore          | Presenze    | Reti        | Ammonizioni | Espulsioni  | Presenze           | Reti               | Ammonizioni        | Espulsioni         | Presenze      | Reti          | Ammonizioni   | Espulsioni    | Presenze    | Reti        | Ammonizioni | Espulsioni  | Presenze | Reti   | Ammonizioni | Espulsioni |
| ------------------ | ----------- | ----------- | ----------- | ----------- | ------------------ | ------------------ | ------------------ | ------------------ | ------------- | ------------- | ------------- | ------------- | ----------- | ----------- | ----------- | ----------- | -------- | ------ | ----------- | ---------- |
| M. Alm             | 17          | 0           | 0           | 1           | 0                  | 0                  | 0                  | 0                  |               |               |               |               |             |             |             |             | 17       | 0      | 0           | 1          |
| M. Belli Moldskred | 28          | 5           | 3           | 0           | 2                  | 1                  | 1                  | 0                  |               |               |               |               |             |             |             |             | 30       | 6      | 4           | 0          |
| P. Bizoza          | 27          | 3           | 4           | 0           | 2                  | 1                  | 0                  | 0                  |               |               |               |               |             |             |             |             | 29       | 4      | 4           | 0          |
| E. Breivik         | 11          | 1           | 0           | 0           | -                  | -                  | -                  | -                  |               |               |               |               |             |             |             |             | 11       | 1      | 0           | 0          |
| T. Dabove          | 1           | 0           | 0           | 0           | 0                  | 0                  | 0                  | 0                  |               |               |               |               |             |             |             |             | 1        | 0      | 0           | 0          |
| E. Dadjo           | 24          | 1           | 7           | 1           | 2                  | 0                  | 0                  | 0                  |               |               |               |               |             |             |             |             | 26       | 1      | 7           | 1          |
| R. Doghman         | 29          | 6           | 0           | 0           | 2                  | 0                  | 0                  | 0                  |               |               |               |               |             |             |             |             | 31       | 6      | 0           | 0          |
| I. Fandi           | 26          | 5           | 4           | 0           | 2                  | 1                  | 0                  | 0                  |               |               |               |               |             |             |             |             | 28       | 6      | 4           | 0          |
| H. Fløgum          | 0           | 0           | 0           | 0           | 0                  | 0                  | 0                  | 0                  |               |               |               |               |             |             |             |             | 0        | 0      | 0           | 0          |
| N. Fremstad        | 5           | 0           | 0           | 0           | -                  | -                  | -                  | -                  |               |               |               |               |             |             |             |             | 5        | 0      | 0           | 0          |
| S. Giæver          | 0           | 0           | 0           | 0           | 0                  | 0                  | 0                  | 0                  |               |               |               |               |             |             |             |             | 0        | 0      | 0           | 0          |
| M. Heiberg         | 10          | 1           | 0           | 0           | 2                  | 0                  | 0                  | 0                  |               |               |               |               |             |             |             |             | 12       | 1      | 0           | 0          |
| A. Henningsson     | 24          | 2           | 2           | 0           | 2                  | 1                  | 0                  | 0                  |               |               |               |               |             |             |             |             | 26       | 3      | 2           | 0          |
| O. Lauvli          | 27          | 0           | 1           | 0           | 2                  | -3                 | 0                  | 0                  |               |               |               |               |             |             |             |             | 29       | -3     | 1           | 0          |
| O. Løken           | 28          | 4           | 3           | 0           | 0                  | 0                  | 0                  | 0                  |               |               |               |               |             |             |             |             | 28       | 4      | 3           | 0          |
| R. Lund Johnsen    | 3           | -4          | 2           | 0           | 0                  | 0                  | 0                  | 0                  |               |               |               |               |             |             |             |             | 3        | -4     | 2           | 0          |
| M. Maigaard        | 15          | 9           | 2           | 0           | 2                  | 1                  | 0                  | 0                  |               |               |               |               |             |             |             |             | 17       | 10     | 2           | 0          |
| K. Nessø           | 27          | 1           | 1           | 1           | 2                  | 0                  | 0                  | 0                  |               |               |               |               |             |             |             |             | 29       | 1      | 1           | 1          |
| S. Owusu           | 28          | 0           | 3           | 0           | 2                  | 0                  | 0                  | 0                  |               |               |               |               |             |             |             |             | 30       | 0      | 3           | 0          |
| E. Race            | 24          | 1           | 5           | 1           | 1                  | 0                  | 0                  | 0                  |               |               |               |               |             |             |             |             | 25       | 1      | 5           | 1          |
| G. Simenstad       | 11          | 0           | 0           | 0           | 1                  | 1                  | 0                  | 0                  |               |               |               |               |             |             |             |             | 12       | 1      | 0           | 0          |
| S. Simenstad       | 27          | 0           | 5           | 0           | 2                  | 0                  | 0                  | 0                  |               |               |               |               |             |             |             |             | 29       | 0      | 5           | 0          |
| S. Strand Nilsen   | 26          | 7           | 4           | 0           | 2                  | 0                  | 0                  | 0                  |               |               |               |               |             |             |             |             | 28       | 7      | 4           | 0          |
| D. Synstelien      | 0           | 0           | 0           | 0           | 0                  | 0                  | 0                  | 0                  |               |               |               |               |             |             |             |             | 0        | 0      | 0           | 0          |